# Nicolas Blaise Des Bergères de Rigauville
Pour les articles homonymes, voir Blaise.
 (décembre 2011).
Si vous disposez d'ouvrages ou d'articles de référence ou si vous connaissez des sites web de qualité traitant du thème abordé ici, merci de compléter l'article en donnant les références utiles à sa vérifiabilité et en les liant à la section « Notes et références ».
Nicolas Blaise Des Bergères de Rigauville (1679 – juillet 1739) était un officier dans les troupes coloniales de la Nouvelle-France. Il était commandant du Fort Niagara pour un certain temps et est devenu seigneur de deux seigneuries par le mariage.
Nicolas Blaise Des Bergères était fortement impliqué dans la vie militaire de la Nouvelle-France depuis qu'il avait l'âge de 6 ans, car il était un étudiant astucieux de son père, Raymond Blaise Des Bergères de Rigauville, et le militaire en général. Comme adulte, il eut une importante carrière comme commandant de l'important Fort Niagara. Il était très consciencieux dans sa position.
Nicolas et son épouse demeuraient à leur seigneurie de Berthier-en-Bas et vendirent l'autre, Berthier-en-Haut. Le couple eut neuf enfants, deux acquérant une notabilité dans l'histoire canadienne. Jean-Baptiste-Marie1 fut un des premiers Canadiens à être nommés à la législature du Bas-Canada. Charles-Régis2 devenu prêtre et fut élu chanoine au Québec.